# Dzierzążnia
Dzierzążnia (niem. Güntersruhm) – wieś sołecka w Polsce położona w województwie mazowieckim, w powiecie płońskim, w gminie Dzierzążnia. Leży w obrębie rzeki Dzierzążnicy i Płonki.
Do 1954 roku siedziba wiejskiej gminy Sarnowo. W latach 1954–1972 wieś należała i była siedzibą władz gromady Dzierzążnia. W latach 1975–1998 miejscowość administracyjnie należała do województwa ciechanowskiego.
Miejscowość jest siedzibą gminy Dzierzążnia.
We wsi działają:
- Urząd Gminy;
- Szkoła Podstawowa im. Jana Pawła II;
- Samodzielny Gminny Zakład Opieki Zdrowotnej;
- Ochotnicza Straż Pożarna;
- Urząd Pocztowy;

## Organizacje
Od 2005 roku na terenie gminy Dzierzążnia działa Stowarzyszenie na Rzecz Gminy Dzierzążnia, a od 2012 roku Stowarzyszenie "Amicus" Gminy Dzierzążnia.